# Música Estocàstica
La Música Estocàstica neix com a concepte el 1954 de la mà del compositor grec Iannis Xenakis, tot i que no rep aquest nom fins al 1956. És creada com a resultat de la necessitat de la música d'arribar a una major abstracció de totes les convencions heretades en el transcurs de la seva història, més enllà d'on havien arribat els serialistes de la Segona Escola de Viena. Aquesta nova concepció vol allunyar-se del pensament lineal polifònic basant-se en el principi d'indeterminació i implica la incorporació de certes lleis de probabilitat a la composició.

## Idees i proposta de Xenakis
Xenakis entén la música com un mitjà de coneixement. Per a ell, l'interessant no és pas explicar la música, sinó actuar. El bell és la novetat, l'acció de crear. Tot i així, no considera la impredictibilitat com un aspecte d'interés dins la música:
| «            | Quan sents música que no coneixes, et sembla que tot és igual. Per tant, pots predir el que passarà. Però, de fet, no predius, perquè és alguna cosa que no tens del tot clara. Després de diverses audicions repetides, comences a conèixer millor la peça. Llavors hi ha les coses que reconeixes i les que et semblen inesperades t'absorbeixen. Per tant, localment la composició pot ser impredictible si es tenen en compte els detalls que no s'han vist abans. Podem dir que la previsibilitat és una cosa que condemna la qualitat de la música? Crec que aquesta insinuació és totalment errònia. És a dir, cap música serà només soroll blanc. | » |
| — I. Xenakis | |   |

Proposa un univers de masses sonores en el que milers de sons aïllats poden formar atmosferes sonores que percebem com a unitats i que creen nous esdeveniments sonors. Aquests segueixen les lleis estocàstiques i les de l'aleatoreitat. La percepció de discontinuïtat o continuïtat dels sons pot ser també controlada mitjançant la teoria de la probabilitat.

## Lleis Estocàstiques
El so instrumental està compost per variables independents que no guarden una relació causa-efecte. Xenakis introdueix les lleis estocàstiques a la composició a través de aquestes variables. Aquestes lleis no són una fi en si mateixes, sinó eines de construcció lògica.

### Durades
Considerem el temps com una línea recta on marquem els punts on les altres variables canvien. La durada és igual a l'interval entre dos punts. Si establim un nombre de punts concrets en una longitud donada, llavors la següent fórmula ens permet calcular la probabilitat per a totes les longituds possibles:{\displaystyle P_{x}=\delta e^{-\delta x}dx,}on {\displaystyle \delta } és la densitat lineal dels punts i {\displaystyle x} la longitud de qualsevol segment. La desviació típica és:{\displaystyle \sigma ={\frac {1}{\delta }}}Variacions de {\displaystyle \pm 5\sigma } són molt improbables.
Donats una durada i un conjunt de punts definits en l'espai d'altura-intensitat i donada la densitat mitja d'aquest cluster, la probabilitat que una certa densitat ocorri en una zona donada de l'espai altura-intensitat es pot calcular mitjançant la distribució de Poisson:
{\displaystyle P_{\mu }={\frac {\mu _{0}^{\mu }}{\mu !}}e^{-\mu _{0}},}
on {\displaystyle \mu _{0}} és la densitat mitja i {\displaystyle \mu } una densitat qualsevol. La desviació típica és:{\displaystyle \sigma ={\sqrt {\mu _{0}}}}Variacions de {\displaystyle \pm 5\sigma } són molt improbables.
La dinàmica o els timbres també poden obeir aquesta llei.

### Intervals de intensitat, altura, etc.
La probabilitat que un segment dins d'un segment de longitud {\displaystyle a} tingui una longitud inclosa entre {\displaystyle \gamma } i {\displaystyle \gamma +d\gamma }, per {\displaystyle 0\leq \gamma \leq a}, es donada per la següent llei:{\displaystyle \theta (\gamma )d\gamma ={\frac {2}{a}}\left(1-{\frac {\gamma }{a}}\right)d\gamma }

### Velocitats
A més dels sons puntuals, també existeixen els sons amb variació contínua o glissandi. Si volem representar el glissando de manera vectorial, llavors té sentit identificar-ho amb la velocitat, sent la durada i l'interval de les altures recorregudes les dues variables d'aquesta. Un glissando ascendent es defineix com a positiu i un descendent com a negatiu. La probabilitat d'existència de la velocitat {\displaystyle v} es pot conèixer mitjançant la llei de Boltzmann i Maxwell:{\displaystyle f(v)={\frac {2}{a{\sqrt {\pi }}}}e^{\frac {-v^{2}}{a^{2}}},}on {\displaystyle f(v)} és una distribució gaussiana i {\displaystyle a} una constant que defineix la "temperatura" de l'atmosfera sonora. La desviació típica és:{\displaystyle \sigma ={\sqrt {{\frac {\pi -2}{2\pi }}a}}\cong 0,425a}Entre totes les variables del so, es poden establir correlacions amb relacions més o menys estretes. El coeficient de correlació d'aquestes ve donat per la fórmula:{\displaystyle p={\frac {\sum (x-{\bar {x}})(y-{\bar {y}})}{{\sqrt {\sum (x-{\bar {x}})^{2}}}{\sqrt {\sum (y-{\bar {y}})^{2}}}}}}on {\displaystyle {\bar {x}}} i {\displaystyle {\bar {y}}} són les mitjanes de les dues variables.

## Fases d'una obra musical[1]
Amb la música estocàstica lliure, Xenakis vol cercar quin és el mínim de restriccions lògiques necessaries per a la construcció d'un procés musical. Per poder respondre aquesta qüestió, és necessari conèixer les fases fonamentals d'una obra musical:
| 1. | Concepcions inicials (intuïcions, dades provisionals o definitives). |
| 2. | Definició de les entitats sonores. |
| 2. | Les entitats sonores d'una orquestra clàssica poden ser representades per vectors de quatre variables independents, {\displaystyle E_{r}(c,h,g,u)}: {\displaystyle c_{a}=} timbre o família instrumental {\displaystyle h_{i}=} altura del so {\displaystyle g_{j}=} intensitat del so, dinàmica {\displaystyle u_{k}=} durada del so. {\displaystyle E_{r}} és, llavors, un vector que defineix el punt {\displaystyle M}, que té per coordenades la base {\displaystyle (c,h,g,u)}. Dibuixem seqüencialment tots els punts {\displaystyle M} sobre dos eixos: l'eix {\displaystyle E_{r}} i l'eix {\displaystyle t} (eix del temps lexicogràfic). Definim d'aquesta manera un espai bidimensional {\displaystyle (E_{r},t)} que ens permet establir la tercera i quarta fase. |
| 3. | Definició de les transformacions a les que les entitats sonores seran sotmeses al llarg de la composició. Macrocomposició. |
| 4. | Microcomposició (tria de les relacions funcionals o estocàstiques dels elements del punt 2). |
| 4. | Suposem una distribució estocàstica dels punts {\displaystyle M} a l'espai {\displaystyle (E_{r},t)}, és a dir, aquests punts estan només condicionats a obeir una llei aleatoria sense memòria. Suposem, a més a més, una distribució {\displaystyle n}. Aleshores, la distribució de Poisson és aplicable: {\displaystyle P_{k}={\frac {n^{k}}{K!}}e^{-n}} |
| 5. | Programació seqüencial de 3. i 4. (esquema i patró de l'obra). |
| 6. | Implementació de càlculs, verificacions, retroalimentacions i modificacions definitives del programa seqüencial. |
| 7. | Resultats simbòlics finals (escriure la partitura en notació tradicional, gràfics o expressions numèriques). |
| 8. | Realització sonora del programa. |

D'aquesta manera, podríem arribar a un arquetip de composició a partir del qual compondre música amb les mínimes condicions o a partir del qual anar introduint restriccions gradualment, com ara, les cadenes de Markov. Fent servir només com a condició la distribució de Poisson, Xenakis va compondre Achorripsis el 1956-57 i va arribar a la conclusió que les dues mínimes restriccions eren:
1. els instruments musicals i l'home existeixen en un espai donat,
2. existeixen punts de contacte entre els instruments musicals i l'home que permeten l'emissió d'events sonors poc freqüents.

## Música Estocàstica Lliure amb computador
La incorporació de l'ordinador a la tasca compositiva va ser explicada per Xenakis com una necessitat de la música del moment. L'entrada de les matemàtiques a la música va fer essencial la utilització de les computadores. En el seu llibre Formalized Music: thought and mathematics in composition, el compositor enumera quatre avantatges que pot proporcionar l'emprament de l'ordinador:
1. Els càlculs es poden fer a una velocitat molt més elevada.
2. El compositor és alliberat d'aquests càlculs i, aleshores, pot dedicar-se als problemes generals que proposa la nova forma i a explorar variant les dades d'entrada.
3. El programa (la llista d'operacions seqüencials) és una manifestació objectiva de manera que pot ser compartida arreu del món i explorada per compositors de tot arreu.
4. Cadascun dels compositors pot afegir la seva personalitat i obtenir un resultat prou diferent fent servir el mateix programa, gràcies a les incerteses que introdueix.

### Sistema UPIC
UPIC (Unité Polyagogique Informatique du CEMAMu) és una màquina que funciona com a sistema de composició musical. Combina un editor gràfic, a través d'un tauler de dibuix, un editor de veu i un sistema de reproducció que permet escoltar els canvis en temps real. Es va desenvolupar en la dècada dels setanta.
El sistema es basa en l'acústica elemental del senyal de so. Els sons es construeixen dibuixant directament les ones que ens interessen, en comptes de superposar ones sinusoïdals com es fa tradicionalment. Un dels problemes amb els que es troba Xenakis, encara el 1985, és que diferents dibuixos d'ones poden produir el mateix efecte. L'oïda, a més de ser un sistema no lineal, tendeix a simplificar la complexitat dels efectes percebuts.
La primera obra que Xenakis va compondre amb aquesta sistema fou Mycenae Alpha.